# Лејксајд (Тексас)
Лејксајд (енгл. Lakeside) град је у америчкој савезној држави Тексас. По попису становништва из 2010. у њему је живело 1.307 становника.

## Демографија
Према попису становништва из 2010. у граду је живело 1.307 становника, што је 267 (25,7%) становника више него 2000. године.
| Група             | 2000.       | 2010.         |
| Белци             | 975 (93,8%) | 1.143 (87,5%) |
| Афроамериканци    | 6 (0,6%)    | 24 (1,8%)     |
| Азијати           | 12 (1,2%)   | 12 (0,9%)     |
| Хиспаноамериканци | 34 (3,3%)   | 104 (8,0%)    |
| Укупно            | 1.040       | 1.307         |